# انتخابات سراسری موناکو (۲۰۱۸)
انتخابات سراسری موناکو (انگلیسی: Monegasque general election, 2018) در ۱۱ فوریه ۲۰۱۸ در موناکو برگزار شد.

## نظام انتخاباتی
رای‌دهندگان می‌توانند نامزدها را از لیست‌های احزاب مختلف برای اشغال ۲۴ کرسی انتخاب کنند. ۱۶ کاندیدایی که بیشترین آرا را کسب کنند انتخاب می‌شوند (با شکستن آرا توسط نامزدهای قبلی که امکان رای دادن را ممکن می‌سازد). هشت کرسی دیگر نیز براساس نظام نمایندگی تناسبی که هر حزب به نسبت تعداد آرایی که کسب می‌کند، حداقل پنج درصد آرا باید باشد، در پارلمان صاحب کرسی می‌شود.

## مشارکت رأی دهندگان
۷۰٫۳۵٪ از رای‌دهندگان موناکو در انتخابات شرکت کردند.